# 伊里娜·库拉奇基娜
伊里娜·阿列克萨斯德拉夫娜·库拉奇基娜（1994年6月17日—）是一名白俄罗斯自由式摔跤运动员。白俄罗斯共和国自由式摔跤运动大师，白俄罗斯共和国国家队成员。 2019年欧洲运动会冠军。 2017年和2019年世锦赛铜牌得主。 2018年欧洲冠军和2016年银牌得主。 2017 年 U-23 欧洲冠军。 2020 年奥运会银牌得主。